# Žďár (Rakovník)
Žďár é uma comuna checa localizada na região da Boêmia Central, distrito de Rakovník.